# Goztola Lorent Kristina
Goztola Lorent Kristina, Kristina Lorent Goztola (Kapuvár, 1985. július 6. –) magyar színművésznő, modell, producer.

## Pályája
Pályáját zenés színésznőként kezdte, majd Londonban és Los Angelesben tanult filmszínészetet.
A Painkiller Jane című amerikai sorozatot követően, folyamatosa főszerepeket játszik nemzetközi filmes produkciókban és színházakban.
2017-ben világszerte több millióan látták a mozikban a HHHH – Himmler agyát Heydrichnek hívják című amerikai-francia-angol-belga történelmi akcióthrillert, amelyben a Jason Clarke által alakított német tiszt szeretőjét alakította.
A négy nyelven – angolul, franciául, olaszul és magyarul – kitűnően beszélő művész, már jó ideje a külföldön legtöbbet foglalkoztatott magyar színésznő, forgatott már Olaszországban, Franciaországban, Spanyolországban és az Egyesült Államokban.
2015-ben első magyar prózai színésznőként kapott meghívást, hogy francia nyelven főszerepet játsszon a világ legrangosabb és legnagyobb színházi seregszemléjén, az Avignoni Színházi Fesztiválon. Matei Visniec: Du sexe de la femme comme champ de bataille című kétszemélyes drámáját – amely a délszláv háború idején játszódik – Tournesol dijra jelölték és megkapta a második legjobb előadásnak járó elismerést, több mint 1200 produkció közül.
2017-ben megalapította a Budapest-Párizs központú, produkciós irodáját, a Jona Films Paris-t, később Jonah Film Entertainment-et, melynek ügyvezető igazgatója volt.
A produkciós cég első alkotásának, a Les Recherches Continuent-nek – magyar címe: Engedj el! – egyik főszereplője és producere volt. A francia-magyar koprodukcióban készült kisjátékfilmet Párizsban forgatták, francia nyelven, francia színészekkel, Clayton Burkhart amerikai rendezővel.
A film a IX. Bujtor István Filmfesztiválon 2018-ban Fődíjat kapott, kisjátékfilm kategóriában.
Goztola Lorent Kristina, aki eddig olyan világsztárokkal és hollywoodi sztárokkal dolgozott, mint az Oscar-dijra jelölt Rosamund Pike, Jason Clarke, Mia Wasikowska, Jack O”Nnell, Jack Raynor, Kristanna Locken – idehaza olyan sorozatokban volt látható, mint az Életképek, Hacktion, Tűzvonalban.
A színházi közönség legutoljára a budapesti Játékszinben találkozhatott vele Lukács Sándor partnereként, Gene Stone–Ray Cooney: Mért nem marad reggelire című vigjátékában.
2018-as pódiumestjének címe: Pesti éjszakák, melyet párjával, Halmi Péter színművésszel közösen játszik.
Goztola Lorent első produceri munkája, a Les Recherches Contiunent – Engedj el! című film meghívást kapott az Egyesült Államokba, a 18.Los Angeles-i Magyar Filmfesztiválra. A filmet kétszer is bemutatták: 2018. október 20-án a Laemmle's Royal Theater-ben West Los Angelesben és 2018. október 27-én a Laemmle's NoHo7 Theater-ben, Hollywoodban.
Alakításáért a művésznő 2020-ban a Sweden Film Awards-on elnyerte a legjobb színésznőnek járó elismerést.
2019 májusában Goztola Lorent filmes cége megkapta az akkreditációt a Cannes-i Filmfesztiválra. Protokolláris eseményeken vett részt, olyan sztárok mellett, mint Salma Hayek, Monica Belucci, Claude Lelouch, Christopher Lambert, Andie MacDowell, Quentin Tarantino, Jean Dujardin, Gérard Darmon.
Goztola Lorent a világhírű izraeli divattervezőnő, Michal Negrin egyik kreációját is képviselte a fesztiválon.
2020 januárjában forgatták Párizsban a „Le Collier / A nyaklánc” című kisjátékfilmet, mely francia-magyar koprodukcióban készült és melynek főszereplője és producere is  volt. A film forgatókönyvírója és rendezője a művésznő párja, Halmi Péter. Az alkotás 2020 nyarán a Sweden Film Awards-on elnyerte a legjobb operatőrnek, majd Indiában, Bollywoodban, az Indo Global Film Festival-on a legjobb rendezőnek járó elismerést, valamint a zsűri különdíját is. 
Szintén ezért a filmért Goztola Lorent 2020 novemberében az "Inspiráló Színésznő a Filmben" díját kapta a Los Angeles Film Awardstól.
2022-ben a mű a Cannes Independent Film Festival-on (CIFF) a Legjobb Kísérleti Film kategóriájában nyert.
2024-ben létrehozta a párizsi központú Gold Wood Pictures filmgyártó céget, amelynek azóta is alapító elnökeként tevékenykedik.
Kristina 2025-ben új, egész estés filmmel jelentkezik, melyet Korday Péterrel készített. "Flottant légèrement dans les Champs des Sphères" vagyis „A Könnyed lebegés a szférák mezején” című misztikus dráma egy tragikus baleset eltitkolt részleteit dolgozza fel, személyes élmények alapján. Az eredetileg terápiás írásként született könyv végül Korday ötlete alapján formálódott filmmé.
2025 áprilisában több hírportál Goztola Lorent Kristinát Monica Bellucci „tükörképének” nevezte, kiemelve a színésznő mediterrán szépségét és karizmatikus megjelenését. A cikkek szerint megjelenésével és játékával a magyar színésznő „mindenkit levesz a lábáról”. E méltatások nyomán a sajtóban gyakran a magyar Monica Bellucciként is emlegetik.

## Színházi szerepei
- Pesti éjszakák, Rozi
- Du sexe de la femme comme champ de bataille (Matei Visniec), Kate
- Hommage à Paul Claudel (Paul Claudel), Laeta
- Miért nem marad reggelire? (Gene Stone – Ray Cooney), Louise
- A salemi boszorkányok (Arthur Miller), Abigail
- A mi kis városunk (Thornton Wilder), Emily
- Kiss me Kate (Cole Porter), Kate
- Oscar (Claude Magnier), Jacqueline
- Potyautas (Jacques Deval), Fritzy Wolf
- Zsuzsi kisasszony (Kálmán Imre), Zsuzsi
- Mária Főhadnagy (Huszka Jenő), Lebstück Mária

## Filmszerepei
- Release (2023)
- Pater Noster (2022)
- A milliárd dolláros forráskód (2021)
- Le Collier (2020)
- Fille de l'Océan (2019)
- Dreams of Los Angeles (2019)
- It was September (2018)
- Do you like reading? (2018)
- A Kind of Love (2018)
- Acta est fabula (2018)
- Les recherches continuent (2017)
- Run (2017)
- Il Cappio (2017)
- HHhH – Himmler agyát Heydrichnek hívják (2017)
- Elvarázsolt család (2016)
- Apám Dobszettje (2016)
- Dark Bet (2016)
- Eurovit Multilong 2.0 (2016)
- Zsaruk (2015)
- Las aventuras del capitán Alatriste (2015)
- Eurovit Multilong (2014)
- Chi pensa a me? (2014)
- Családi Titkok (2013)
- You (2013)
- Hacktion (2013)
- Tűzvonalban (2009)
- Életképek (2009)
- Painkiller Jane (2007)
- Papa Loves Mambo (2007)

## Producer
- Le Collier (2020)
- Fille de l'Océan (2019)
- It was September (2018)
- Do you like reading? (2018)
- A Kind of Love (2018)
- Acta est fabula (2018)
- Les recherches continuent (2017)
- Beauty Bar (2015)

## Tanulmányai
- Master Class, Jack Waltzer (New York)
- Master Class, Bernard Hiller (Los Angeles)
- New York Film Academy, (Los Angeles)
- Acting Masterclass, London Academy of Radio, Film & TV (UK)
- Film & TV, James Cellan Jones (London)
- Screen Acting, Int. School of Screen Acting (London)

## Díjak
- A Legjobb Kísérleti Film: Cannes Independent Film Festival (CIFF), 2022
- "Inspiráló Színésznő a Filmben": Los Angeles Film Awards, 2020
- A Zsűri különdíja: Indo Global International Film Festival, 2020
- Legjobb Színésznő: Sweden Film Awards 2020
- Fődíj: IX. Bujtor István Filmfesztivál, 2018
- Jelölés: Tournesol Prize 2015, Avignon OFF